# FORTUNE ARTERIAL
《FORTUNE ARTERIAL》是日本成人遊戲公司AUGUST製作的成人遊戲及其改編的小說、漫畫、電視動畫等。簡稱FA。

## 概要
August繼《夜明前的琉璃色》之後的第六作，以吸血鬼題材的校園戀愛故事。中文版小說的標題是《FORTUNE ARTERIAL -命運脈動-》，在2008年1月開始販售，PlayStation 3移植版遊戲和電視動畫版的標題是《FORTUNE ARTERIAL -紅色約定-》（--）。
2011年7月29日，Windows7的相容版開始發售。 
2010年夏角川書店公開PS3遊戲《FORTUNE ARTERIAL -紅色約定-》（--）與PSP遊戲《FORTUNE ARTERIAL -伊織之野望-》（--）的相關訊息，PS3遊戲預定2010年冬發售，PSP遊戲未定。之後宣佈延期至2011年。2011年8月3日角川書店宣佈終止開發。

## 登場人物
聲：成人遊戲版配音員／電視動畫版的配音員

### 主要角色
支倉孝平（聲：無（遊戲）、中本伸輔（廣播劇CD）／小野大輔）
身高：174.7公分 體重：60多公斤 房間號碼：2A-18
男主角。修智館學院五年級生，由於父母工作的原因而有多次轉學的經驗，最後因為父母必須到國外工作的關係而決定轉學到全體寄宿制的修智館學院。小時候曾經在珠津島住過一段時間，七年後的現在又回到島上。長相不差，待人有禮的好青年，具有優秀的構思力和行動力。喜歡炒麵，討厭生薑。
疑似因為小時候在珠津島上的某個意外事件而使體質改變，連帶造成七年後與千堂瑛里華初次見面時讓對方感受到異樣的感覺，進而引發千堂伊織的興趣，最後在千堂伊織的計畫下，半強迫半自願地加入學生會。
千堂瑛華（聲：觀村咲子／神田理江）
生日：6月7日　血型：B型　星座：雙子座　身高：159.8cm　三圍：82（C）/55/83 房間號碼：4A-01
女主角。修智館學院五年級生，學生會副會長，實際年齡十六歲，貓舌頭。學業和運動都很出色，只有數學往往敗給紅瀨桐葉，成績第一名的優等生、容姿端麗。一邊擔任學生會副會長一職、一邊還是學院中最有人氣的女生。事實上她不是人類，是吸血鬼，但本身討厭吸人血，希望和人類做朋友，並能像人類一樣生活。哥哥是學生會會長千堂伊織。
東儀白（聲：／峰岸由香里）
生日：2月19日　血型：A型　星座：雙魚座　身高：145.0cm　三圍：70（A）/51/72 房間號碼：4D-17
修智館學院四年級生，暱稱小白。孝平的學妹。學生會成員，個子嬌小、雙馬尾，個性純真。很喜歡日式點心金鍔。又被稱為「紅瀨殺手」，桐葉對她沒輒。
紅瀨桐葉（聲：楠鈴音／）
生日：11月21日　血型：AB型　星座：天蠍座　身高：164.4cm　三圍：88（D）/57/86 房間號碼：4H-09
修智館學院五年級生。外號：冷卻劑，是個知性充滿謎題的女生，容姿端正。孝平的同班同學。不太愛說話，不怎麼和人來住，擅長數學，其成績經常保持年級第1名。不過卻令人意外的對動物很好的打成一片，是個機械白痴，字跡工整，處理文件效率高，拿小白沒輒。為吸血鬼的「眷屬」，主人是伽耶。與伽耶是小時候的玩伴。大約250歲以上。
悠木奏（聲：雛見風香／生天目仁美）
生日：4月2日　血型：O型　星座：牡羊座　身高：151.8cm　三圍：75（B）/54/77 房間號碼：3A-18
修智館學院六年級生。孝平的青梅竹馬及學姐。風紀委員會會長兼學生宿舎「白鳳寮」寮長，別名：白鳳寮的良心（自稱），蘿莉體態，頭戴貝雷帽，個性活潑，言語十分天馬行空。
悠木陽菜（聲：鷹月櫻／田口宏子）
生日：10月4日　血型：A型　星座：天秤座　身高：155.9cm　三圍：84（C）/56/85 房間號碼：3B-16
修智館學院五年級生，孝平的青梅竹馬及同班同學。奏的妹妹，但光看外表和性格比較像姐姐。美化委員會成員。喜歡味噌拉麵。
角色人氣投票第一名。
東儀觀夜
PS3版的新角色，修智館學院四年級生。由於開發中止而沒有詳細設定。

### 其他角色
千堂伊織（聲：Kevin Spicy／諏訪部順一）
生日：8月7日　血型：B型　星座：獅子座　身高：181.6cm　
修智館學院六年級生。一邊擔任學生會會長一職、一邊還是學院中最有人氣的男生。表面看似輕浮，但似乎能看透所有事情。瑛里華的哥哥。和妹妹瑛里華一樣，他也是吸血鬼。年齡100歲以上。喜歡天池志津子的母親。
東儀征一郎（聲：鷹取玲／坪井智浩）
生日：4月9日　血型：B型　星座：牡羊座　身高：178.8cm　
修智館學院六年級生。學生會財務負責人。白的哥哥。妹控。為最靠近伽耶的人。
八幡平司（聲：胚京太郎／伊藤健太郎）
生日：9月20日 血型：O型　星座：處女座　身高：176.3cm　房間號碼：2A-15
修智館學院五年級生。孝平的同班同學及好友。平時在校外偷偷打工。語氣冷淡，但個性直爽，處事果決，樂於助人。
天池志津子（聲：岬友美／星野千壽子）
生日：5月3日　血型：O型　星座：金牛座　身高：165.2cm  三圍：93（F）/61/90
修智館學院的修女兼學生宿舎管理員。洗禮名是瑪爾卡莉塔。是伊織的愛人所生的女兒，伊織稱呼她為小志津子。對伊織有好感。
青砥正則（聲：一條和矢／同左）
生日：1月15日　血型：O型　星座：魔羯座　身高：171.5cm
修智館學院的男性化學教師，又被稱為「青海苔」。孝平、陽菜、桐葉、司的班主任。
美術社社長（聲：／同左）
生日：1月22日　血型：B型　星座：水瓶座　身高：160.1cm　三圍：87（D）/60/86
修智館學院美術社社長的六年級女學生。本名不明。家裡開壽司店。
千堂伽耶（聲：美芹櫻花／水橋香織）
生日：7月12日
瑛華和伊織的母親。小時候開朗又溫柔，不善言詞，是個笨拙的母親。年齡251歲以上的吸血鬼。與桐葉是小時候的玩伴。是桐葉的主人，清除桐葉記憶並下了找尋主人的命令。傳統吸血鬼生存主義，把人類當做餌食及天敵，並認為從人身上吸血，製造眷屬為必要的，極度反對吸血鬼真身被人發現這一事。學院的創始人。
雪丸
白飼養的小白兔。時常亂跑，讓白擔心地尋找。

## 用語
珠津島
做為故事舞台的島嶼。東西5公里，南北4公里的小島，以觀光業為主。
修智館學院
位於珠津島，全體學生住宿制的國高中，一至三年級為國中部，四到六年級為高中部。
白鳳寮
修智館學院的學生宿舎，為四層樓建物，男學生住1~2樓，女學生則為3~4樓。
吸血鬼
長生不老，不會生病，遠超越人類的身體能力，以血為食，具有消除記憶能力，但是是以「時間」而不是「事件」來消除，不同於人類繁衍後代的方法。
眷屬
與吸血鬼締結契約之人。會和吸血鬼一樣具有長生不老的特性，以及遠遠超越人類的身體能力，不過仍然不及吸血鬼，味覺會變得極度遲鈍，而且一定時間後會陷入和本人意識無關，如同電力用盡般的強制睡眠狀態，除此之外和普通人沒有區別。契約訂立，確定主僕關係之後，眷屬就必須絕對服從吸血鬼的命令，當主人給予眷屬大量的血之後，沒有命令的話眷屬什麼事都做不了。
契約
吸血鬼讓人類喝下自己的血，該名人類就會轉化為眷屬。

## 主題曲
- 印象曲：「It's my precious time!」
歌：Mizuho，作詞：uriel，作曲編曲：DJ SHIMAMURA
- 片頭曲：
歌：Mizuho，作詞：kurabe，作曲編曲：Ultra Violet
- 插入曲：（千堂瑛里華篇ED）
歌：Veil，作詞：，作曲編曲：sumiisan
- 插入曲：「Pure Message」(悠木奏篇、悠木陽菜篇ED)
歌：真優，作詞：橋本真友子，作曲編曲：NOIZ'n GIRL
- 插入曲：「（ballad of arterial）」(東儀白篇、紅瀨桐葉篇ED)
歌：Mizuho，作詞：kurabe，作曲編曲：Ultra Violet
- 片尾曲：
歌：，作詞：，作曲編曲：sumiisan

## 廣播劇CD
MARINE ENTERTAINMENT發行廣播劇CD，標題為《FORTUNE ARTERIAL ～through the season～》。全5集。遊戲版的日後談。
1. feat.（2008年8月15日發售）
2. feat.（2008年9月25日發售）
3. feat.（2008年10月22日發售）
4. feat.（2008年11月27日發售）
5. feat.（2008年12月28日發售）

## 音樂CD
It's my precious time!
HOBiRECORDS發行，2007年10月25日發售，「It's my precious time!」收錄。

HOBiRECORDS發行，2008年1月25日發售，收錄。
FORTUNE ARTERIAL Original Sound Track
August發行，2008年5月30日發售，原聲帶。
FORTUNE ARTERIAL feeling assort
Geneon Universal發行，2009年8月14日發售，角色歌10曲收錄。
FORTUNE ARTERIAL-Omnibus Edit- 「P-O-P」
SHOT MUSIC發行，2010年1月29日發售，13曲收錄。

## 解說書
TECH GIAN Super Prelude「FORTUNE ARTERIAL」
Enterbrain發行，2007年11月21日發售，ISBN 978-4-7577-3945-1。
刊載角色介紹文章與設定資料。
FORTUNE ARTERIAL Perfect Visual Book
ASCII Media Works發行，2008年6月20日發售，ISBN 978-4-04-867158-3。
登場角色介紹、舞台解說、各種插圖和製作人員與聲優留言收錄在A4縱向翻頁雜誌書。

## 漫畫
FORTUNE ARTERIAL
在角川書店出版發行的雜誌《CompTiq》上連載日本漫畫。兒玉樹作畫。中文版由台灣角川書店代理出版。
- 日文版單行本
  1. 2008年7月26日發售 ISBN 978-4-04-715081-2
  2. 2009年1月10日發售 ISBN 978-4-04-715162-8
  3. 2009年10月25日發售 ISBN 978-4-04-715304-2
  4. 2010年9月24日發售 ISBN 978-4-04-715519-0
  5. 2010年10月26日發售 ISBN 978-4-04-715547-3
- 中文版單行本
  1. 2009年10月31日發售 ISBN 978-9-86-237290-6
  2. 2010年1月4日發售 ISBN 978-9-86-237451-1
  3. 2010年8月21日發售 ISBN 978-9-86-237616-4

FORTUNE ARTERIAL Character's Prelude
ASCII Media Works出版發行的雜誌《電擊G's magazine》（2007年9月號～2008年4月號）及《電擊G's Festival! COMIC》（Vol.2）上連載。佐佐木茜作畫。單行本第一集（ISBN 978-4-04-867155-2）於2008年6月25日發售。
FORTUNE ARTERIAL 四格漫畫趣味專集
Enterbrain出版發行的四格漫畫系列。
1. 2008年4月25日發售 ISBN 978-4-7577-4165-2
2. 2008年7月25日發售 ISBN 978-4-7577-4341-0
3. 2008年9月25日發售 ISBN 978-4-7577-4429-5
4. 2008年11月25日發售 ISBN 978-4-7577-4534-6
5. 2009年1月29日發售 ISBN 978-4-7577-4674-9
6. 2009年4月25日發售 ISBN 978-4-7577-4843-9
7. 2009年6月25日發售 ISBN 978-4-7577-4928-3
8. 2009年9月18日發售 ISBN 978-4-0472-6009-2
9. 2009年12月25日發售 ISBN 978-4-0472-6215-7
10. 2010年2月25日發售 ISBN 978-4-0472-6326-0

FORTUNE ARTERIAL Comic Anthology
一迅社出版發行的漫畫選集。
1. 2008年6月25日發售 ISBN 978-4-7580-0447-3
2. 2008年7月25日發售 ISBN 978-4-7580-0456-5
3. 2008年10月25日發售 ISBN 978-4-7580-0466-4

## 小說
HARVEST出版發行小說，岡田留奈撰寫，全6集，有性交場面。繁體中文版《FORTUNE ARTERIAL -命運脈動-》由青文出版社代理出版。譯者為黃瀚篁。
- 日文版單行本
  1. （2008年6月10日發售 ISBN 978-4-434-11965-1）
  2. （2008年8月1日發售 ISBN 978-4-434-12120-3）
  3. （2008年10月15日發售 ISBN 978-4-434-12309-2）
  4. （2009年2月1日發售 ISBN 978-4-434-12777-9）
  5. （2009年3月1日發售 ISBN 978-4-434-12864-6）
  6. （2009年6月1日發售 ISBN 978-4-434-13144-8）
- 中文版單行本
  1. 瑛華篇（2010年2月22日發售 ISBN 978-9-862-56238-3）
  2. 白篇（2010年4月22日發售 ISBN 978-9-862-56276-5）
  3. 桐葉篇（2010年5月24日發售 ISBN 978-9-862-56356-4）
  4. 奏篇（2010年10月22日發售 ISBN 978-9-862-56562-9）
  5. 陽菜篇（2010年12月16日發售 ISBN 978-9-862-56613-8）
  6. 完結篇（2011年3月23日發售 ISBN 978-9-862-56735-7）

## 電視動畫
標題為《FORTUNE ARTERIAL -紅色約定-》（フォーチュン アテリアル -赤い約束-）的電視動畫。從2010年10月於東京電視台播放。

### 製作人員
- 監督 - 名和宗則
- 助監督 - 新田靖成
- 系列構成、劇本 - 長谷川勝己
- 人物設計 - 石原惠
- 機械設計 -  川崎愛香
- 美術監督 - 阿部幸惠
- 美術設定 - 谷内優穗
- 顏色設計 - 篠原愛子
- 攝影監督 - 北岡正
- 編輯 - 平木大輔
- 音樂 - 安齋孝秋
- 音樂制作 - AMG MUSIC
- 音響監督 - 岩浪美和
- 音響效果 - 小山恭正
- 音響製作 - Glovision
- 製作人- 今本尚志、紅谷佳和
- 動畫製作 - ZEXCS、feel.
- 製作 - 修智館学院學生会

### 動畫主題曲
片头曲
「絆-kizunairo-色」
作詞 - RUCCA / 作曲 - 流歌 / 編曲 - 牧野信博 / 歌 - Lia
片尾曲
「I miss you」
作詞、作曲、編曲 - 八木雄一 / 歌 - Veil（Aoi、Misuzu）
第1話 - 第3話、第11話 -the origin-
第4話 - 第5話 Aoi to misuzu
第6話、第10話 Gt.ver. misuzu to Aoi
第7話 Gt.ver. Aoi to misuzu
第8話 misuzu solo
第9話 Aoi solo
OVA Lia
插入曲
「赤い約束」
作詞 - さなぎ / 作曲、編曲 - sumiisan / 歌 - Veil（第11話）
「赤い約束 for TV ANIMATION」
作詞 - さなぎ / 作曲 - sumiisan / 編曲 - 安斎孝秋 / 歌 - Veil（第12話）

### 各集列表
| 話数     | 副标题 | 中文副标题 | 脚本                  | 分镜     | 演出            | 作画監督                                                                    | 總作画監督             |
| -------- | ------ | ---------- | --------------------- | -------- | --------------- | --------------------------------------------------------------------------- | ---------------------- |
| 第一話   |        | 候鳥       | 長谷川勝己            | 新田靖成 | 藤澤紗紗        | 磯野智 小谷杏子                                                             | 石原惠                 |
| 第二話   |        | 開學典禮   | 待田堂子              | 小林孝志 | 井硲清高        | 西尾公伯                                                                    | 磯野智                 |
| 第三話   |        | 千年泉     | 大知慶一郎            | 新田靖成 | 高林久弥        | 藤原未来夫                                                                  | 磯野智                 |
| 第四話   |        | 新人       | 山田靖智              | 山本天志 | 徐惠真          | 山内則康 筆坂明規                                                           | 鳥宏明                 |
| 第五話   |        | 钥匙       | 大知慶一郎            | 鈴菱啓太 | 鈴菱啓太        | 小松麻美 伊藤美奈 小川一郎                                                  | 石原恵 磯野智 臼田美夫 |
| 第六話   |        | 信         | 长谷川胜己            | 新田靖成 | 牧野吉高        | 宫岛仁志 中村勇介                                                           | 臼田美夫               |
| 第七話   |        | 预兆       | 山田靖智              | 小林孝志 | 藤泽纱纱        | 小谷杏子 广尾佳奈子 杉本智子                                                | 石原惠 矶野智          |
| 第八話   |        | 记忆       | 长谷川胜己 大知庆一郎 | 真奈阳   | 工藤宽显        | 西尾公伯                                                                    | 鸟宏明                 |
| 第九話   |        | 眷屬       | 山田靖智              | 小林孝志 | 高林久弥        | 藤原未来夫                                                                  | 石原恵 臼田美夫        |
| 第十話   |        | 渴望       | 长谷川胜己 待田堂子   | 小林孝志 | 徐惠真          | 山内则康 北村友幸 山崎正和                                                  | 鸟宏明                 |
| 第十一話 |        | 诀别       | 长谷川胜己            | 佐藤雄助 | 中山敦史        | 阿部智之                                                                    | 矶野智                 |
| 第十二話 |        | 紅色約定   | 长谷川胜己            | 新田靖成 | 藤沢纱纱        | 伊藤美奈 小川一郎                                                           | 石原惠 磯野智 臼田美夫 |
| OVA      |        | 到达的地方 | 长谷川胜己            | 新田靖成 | 新田靖成 徐恵眞 | 臼井美夫、北條直明 北村友幸、杉本智子 竹内真弓、森前和也 山内則康、山本篤史 | 石原惠 磯野智 島宏明   |

### 播放電視台
日本深夜動畫：下文記載的日本国内播放時間使用日本標準時間（UTC+9）表示。因為部分時間标识會採用30小时制，因此請留意这类超过24:00的时间，其實際播放時間為翌日清晨。
| 播放地域       | 電視台       | 播放日期                     | 播放時間            | 播放系列   | 備注                                |
| -------------- | ------------ | ---------------------------- | ------------------- | ---------- | ----------------------------------- |
| 關東地方       | 東京電視台   | 2010年10月8日－12月24日      | 星期五 25:23－25:53 | 東京電視網 | 制作局                              |
| 愛知縣         | 愛知電視台   | 2010年10月11日－12月27日     | 星期一 25:28－25:58 | 東京電視網 |                                     |
| 大阪府         | 大阪電視台   | 2010年10月12日－12月28日     | 星期二 25:30－26:00 | 東京電視網 |                                     |
| 岡山縣、香川縣 | 瀨戶內電視台 | 2010年10月13日－12月29日     | 星期三 25:18－25:48 | 東京電視網 |                                     |
| 福岡縣         | TVQ九州放送  | 2010年10月13日－12月29日     | 星期三 25:43－26:13 | 東京電視網 |                                     |
| 滋賀縣         | 琵琶湖放送   | 2010年10月19日－2011年1月4日 | 星期二 26:50－27:20 | 独立UHF局  | 第1话、第2话播放时间为 27:00－27:30 |
| 日本全域       | Nico動画     | 2010年10月14日－12月30日     | 星期四 12:00 更新   | 網路電視   | 最新話1週內免費                     |
| 日本全域       | AT-X         | 2010年11月23日－2011年2月8日 | 星期二 11:00－11:30 | 卫星电视   | 有重播                              |

## 網路廣播
網路廣播標題為《AUGUST廣播局 修智館學院出差學生會》（オーガスト放送局 修智館学院出張生徒会）。從2009年9月10日播放中。由千堂伊織（Kevin Spicy）、千堂瑛里華（觀村咲子）主持。
- 廣播CD「DJCD 」
  - Vol.1（2009年12月29日發售）
  - Vol.2（2010年4月30日發售）
  - Vol.3（2010年8月13日發售）

## 評價
《FORTUNE ARTERIAL》在日本美少女游戏与动画相关商品销售网站Getchu.com的2008年1月、上半年及全年销量榜上均排名第1名。

## 外部連結
- PC遊戲《FORTUNE ARTERIAL》（页面存档备份，存于）（日語）
- PS3遊戲及電視動畫《FORTUNE ARTERIAL --》（日語）
- http://www.tv-tokyo.co.jp/anime/fortune/（页面存档备份，存于）（日語）
- 網路廣播 （页面存档备份，存于）（日語）